# Stock de coque
Stock de coque (en francés Coke en stock), es el decimonoveno álbum de Las aventuras de Tintín, escritas e ilustradas por el historietista belga Hergé. Se publicó en francés en 1958. ISBN 978-84-261-1003-9
Stock de coque es la primera aventura de Tintín que integra a un gran número de personajes de anteriores números: el general Alcázar (La oreja rota, Las 7 bolas de cristal), Mohammed Ben Kalish Ezab y Abdallah (Tintín en el país del oro negro), Rastapopoulos (Los cigarros del faraón, El loto azul), J.M. Dawson (El loto azul), Allan Thompson (Los cigarros del faraón, El cangrejo de las pinzas de oro), el Dr. Müller (La isla negra, Tintín en el país del oro negro), Oliveira da Figueira (Los cigarros del faraón, Tintín en el país del oro negro), Bianca Castafiore (El cetro de Ottokar, Las 7 bolas de cristal, El asunto Tornasol) y Serafín Latón (El asunto Tornasol). Otros personajes son mencionados como Bab el Ehr (Tintín en el país del oro negro), Patrash Pasha (Los cigarros del faraón) y el general Tapioca (La oreja rota), pero no aparecen.
Stock de coque es una aventura en la cual Tintín descubre que el Sheikh Bab el Ehr está detrás del derrocamiento de Mohammed Ben Kalish Ezab, el emir del Khemed.

## Argumento
Tras ver una película, Tintín y el capitán Haddock doblan una esquina y se chocan con el general Alcázar, a quien se le cae la cartera. Tintín trata de devolvérsela, pero en el hotel dicen no saber nada sobre ese huésped, y cuando Tintín llama a un número de teléfono que encuentra en la cartera, quien responde dice no querer hablar con nadie. Cuando Tintín y Haddock vuelven a casa, descubren que el consentido e insoportable hijo del emir Abdallah ha sido enviado a Moulinsart para su protección, junto con un séquito de sirvientes y guardianes que se instalan en el hall del castillo.
Hernández y Fernández informan a Tintín que saben de Alcázar porque le están investigando. Le dicen el verdadero hotel donde se hospeda el general. En el hotel Tintín y Haddock ven a Alcázar hablando con J.M. Dawson, antiguo enemigo de Tintín durante el asunto de El Loto Azul.
Haddock le devuelve la cartera a Alcázar, mientras Tintín sigue a Dawson y le oye hablar de la exitosa venta de aviones De Havilland Mosquito para el golpe de Estado de Khemed. Tintín decide ir a Khemed y rescatar al emir; a regañadientes como de costumbre, el capitán decide ir con él, además no se quiere quedar solo con Abdullah y sus bromas de mal gusto.

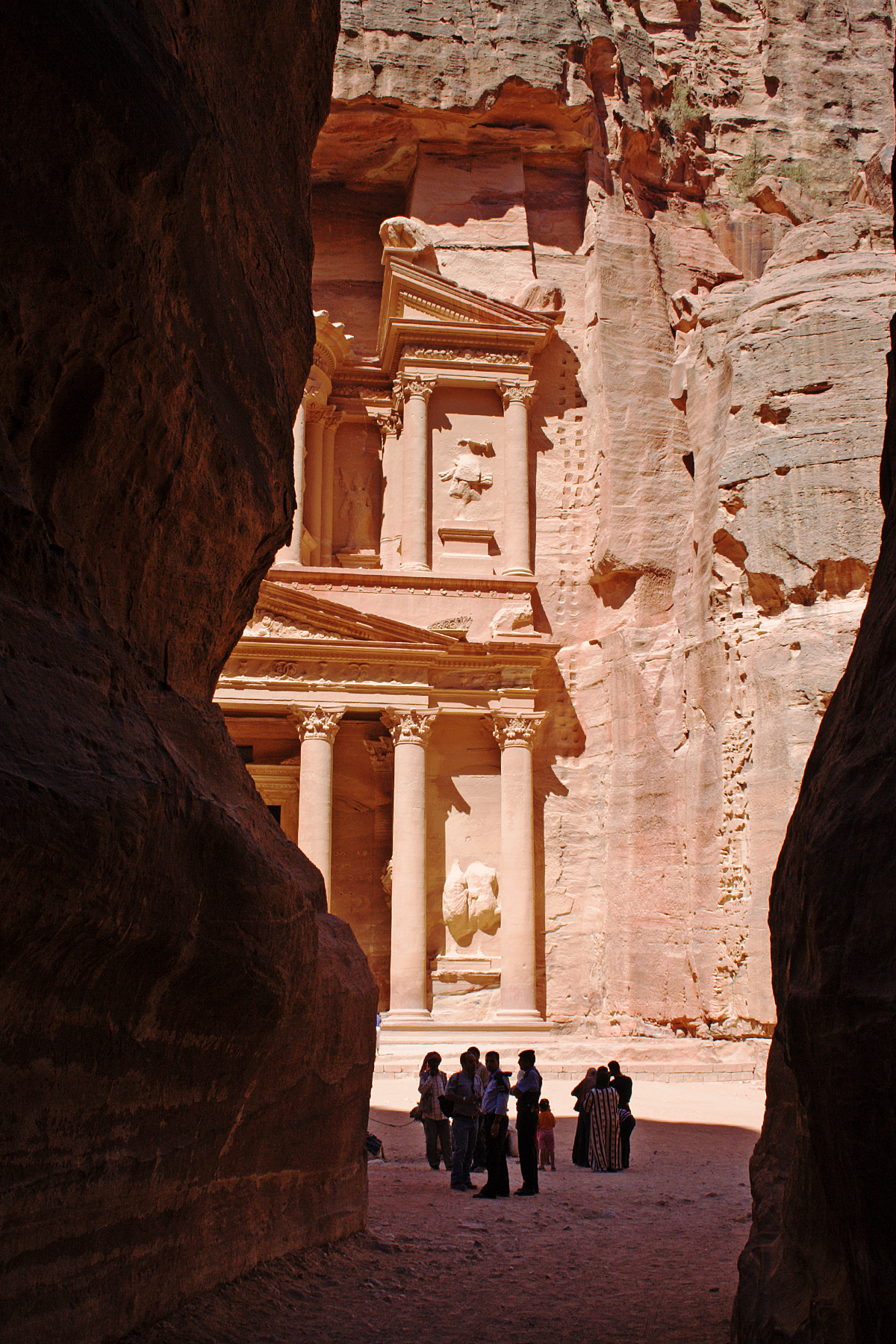
El emir del Khemed se refugia en un templo excavado en piedra similar a Petra.

Dawson ve cómo Tintín se entromete de nuevo en sus asuntos y decide eliminarlo. En el aeropuerto de Wadesdah, la capital del Khemed, Tintín y Haddock son rechazados en la aduana, mientras alguien pone una bomba en el avión. El estallido en pleno vuelo se frustra debido al incendio de un motor, el cual fuerza a tomar tierra con el aparato justo antes de que la bomba estalle. Tintín y Haddock caminan a través del desierto y entran sin ser vistos en Wadesdah. Allí encuentran a otro viejo amigo, el mercader portugués Oliveira da Figueira, que les ayuda a escapar de la ciudad vestidos como mujer. Una vez extramuros un guía con caballos les conduce hasta el refugio del depuesto emir (basado en la antigua ciudad jordana de Petra).
Sin embargo su escape es advertido y las figuras del nuevo régimen envían patrullas de tanques y aviones de ataque a tierra Mosquito para interceptarlos. Al mando está Mull Pasha, que es en realidad el doctor Müller, viejo enemigo de Tintín cuando el asunto de La isla Negra y Tintín en el país del oro negro. Gracias a las confusas órdenes, los Mosquito atacan a sus propios tanques en vez de a Tintín y sus amigos. (Vídeo)
El emir les pone al corriente de la trata de esclavos por el marqués de Gorgonzola. Tintín y Haddock embarcan clandestinamente hacia La Meca para investigar. Son atacados por los Mosquitos de nuevo, Tintín se las arregla para derribar uno con un StG-44 alemán pero la goleta en la que viajan sufre numerosos daños y finalmente naufragan junto a Piotr Pst, el piloto estonio del avión derribado. Son recogidos por el yate de Gorgonzola, el Scheherazade, y transferidos al SS Ramona, un carguero. Este barco resulta ser uno de los barcos de Gorgonzola, usado para el tráfico de esclavos.
Esa noche son encerrados por Allan, el antiguo primer oficial de Haddock, cuando súbitamente la tripulación del Ramona escapa del barco por un incendio a bordo y el miedo a que este estalle. Los prisioneros fuerzan la puerta y consiguen apagar el fuego, sin entender que toda la proa está cargada de explosivos. Es entonces cuando liberan a un gran número de africanos retenidos en las bodegas y que habían pagado para ir a La Meca, pero iban a ser vendidos como esclavos. Haddock les intenta explicar la situación (quienes hablan yoruba). Al principio no pueden o no saben entenderlo, pensando que Haddock les miente. Tras algunas discusiones, aceptan no ir a la peregrinación (Hajj) de la que dicen los viejos que hay muchos que no vuelven. Los africanos aceptan ayudar a Haddock a navegar hasta el puerto seguro de Yibuti, mientras Tintín y Pst intentan arreglar las radios, que fueron dañadas.
Tintín encuentra un trozo de papel con el mensaje de "coke", pero no consigue entenderlo. En navegación, «coque» se refiere normalmente al carbón empleado en las calderas, pero no es lo que cargan. Entonces se aproxima un dhow y sube al barco un árabe que desea inspeccionar el "coke". Como Haddock no entiende, le comunican que no llevan. El hombre empieza a inspeccionar a los africanos. Con el término de coke, se referían al tráfico de esclavos, y al entender esto Haddock echa al árabe del barco, y uno de los africanos frustra un intento del árabe de acuchillar al capitán.

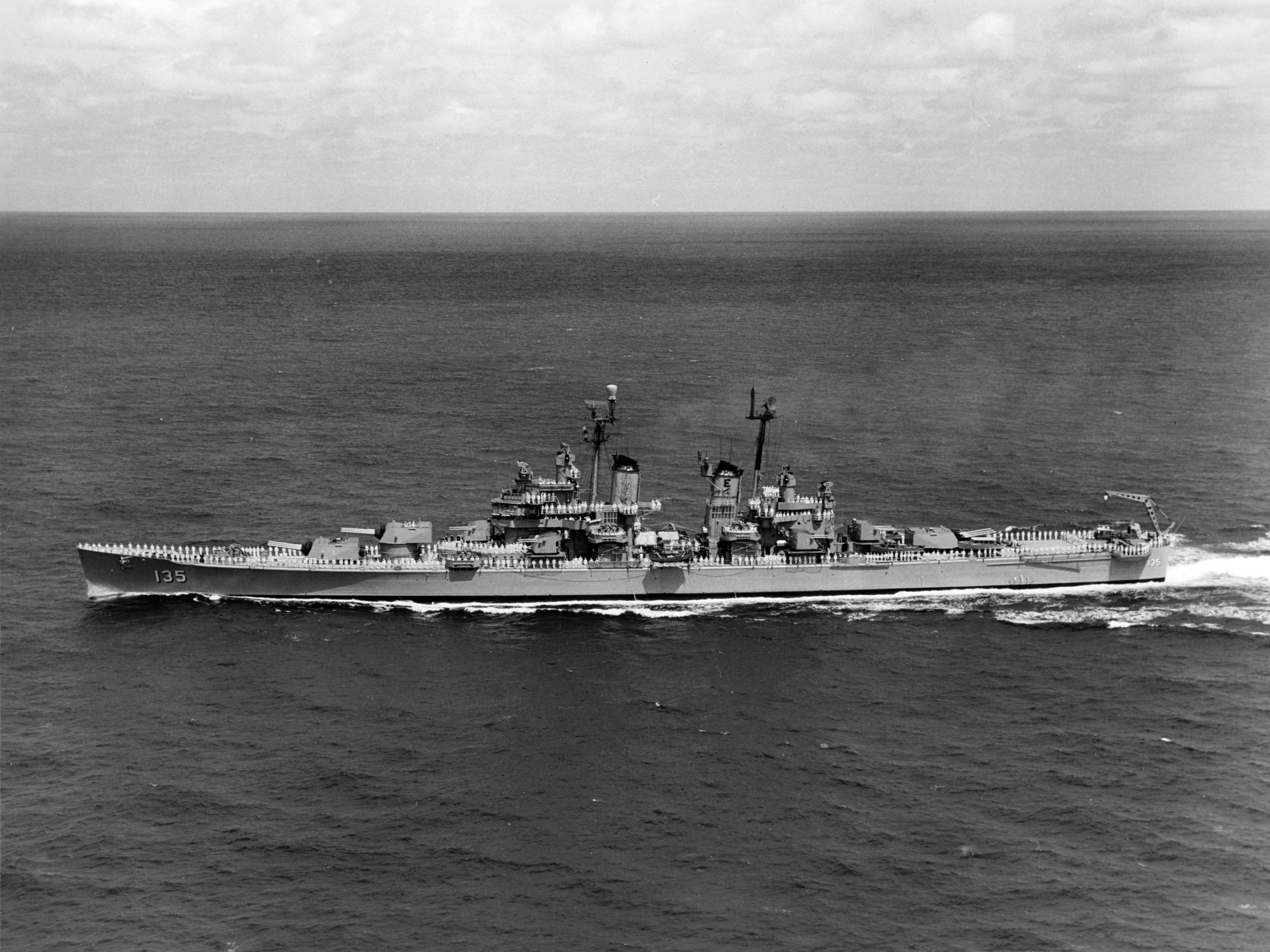
USS Los Angeles de la Armada de los Estados Unidos.

Gorgonzola (que es realmente Rastapopulos, traficante de drogas y archienemigo de Tintín desde Los cigarros del faraón y El Loto Azul) descubre que Haddock ha tomado el control del barco, y envía un submarino para hundirlo. Tintín se da cuenta del submarino por accidente justo antes del ataque. Haddock se las arregla para sortear los primeros torpedos con maniobras, pero no sabe cuánto más aguantarán. En este crucial momento es cuando el Ramona es salvado por aviones del crucero de la Armada de los Estados Unidos, el USS Los Angeles, que había sido advertido vía radio por Tintín. Desde el submarino hace un último intento de hacer estallar el Ramona mediante una mina lapa adosada cerca de donde se guardan los explosivos, pero fracasa cuando se suelta el ancla del Ramona. Un tiburón se traga la mina y nada lejos. Más tarde, cuando el Los Angeles intenta detener a Gorgonzola, finge su propia muerte, haciendo que se hunda su lancha motora mientras él escapa en un minisubmarino. Tintín, Haddock y Pst son recibidos en Europa como unos héroes.

## Valoración
Stock de coque ha sido criticado por su estereotipado de los africanos, tanto en apariencia como en comportamiento; aunque obviamente de buen corazón, los personajes negros son mostrados como infantiles y simples.
Si bien el fin del álbum es realizar una denuncia de la esclavitud, que afecta a musulmanes africanos en peregrinación a La Meca. Como Hergé fue tildado de racista, en 1967 se publicó una nueva edición del álbum, corregida, en la cual modificó la forma de expresarse de las víctimas del tráfico de esclavos.